# Вулиця Максима Рильського (Київ)
Ву́лиця Макси́ма Ри́льського — вулиця в Голосіївському районі міста Києва, місцевість Добрий Шлях. Пролягає від Голосіївської площі та Голосіївської вулиці до Тиврівського провулку і вулиці Еллана-Блакитного.
Прилучаються вулиці Горіхуватський шлях, Олега Дідушка, Снайперська, Конотопська, провулки Владислава Заремби (двічі), Супійський і Конотопський.

## Історія
Виникла в середині XX століття як сполучення вулиць 4-ї Нової (разом з теперішнім провулком Владислава Заремби) і 751-ї Нової. З 1944 року — Радянська вулиця. У 1955 році від вулиці відокремлено Радянський провулок (нині — провулок Владислава Заремби). Сучасна назва на честь українського радянського поета Максима Рильського, який жив тут у будинку № 7 — з 1965 року.

## Установи та заклади
- № 7 — Літературно-меморіальний музей М. Рильського.